# LoanDepot парк
«LoanDepot парк» (англ. LoanDepot Park, бывший Марлинс-парк — англ. Marlins Park) — бейсбольный стадион с раздвижной крышей, расположенный в Майами (штат Флорида, США). Стадион построен в Маленькой Гаване, в трёх километрах от деловой части города, на месте, где ранее находился «Майами Оранж Боул». Является домашней ареной клуба Главной лиги бейсбола «Майами Марлинс». Стадион был открыт перед началом сезона МЛБ 2012 года. Вместимость «Марлинс-парка» составляет 37 442 человека — третий с конца показатель среди арен МЛБ по официальной вместимости, а по фактической он является самым маленьким.
Кроме матчей «Майами Марлинс», на стадионе также проходят футбольные матчи и другие мероприятия. Стадион принимал Мировую бейсбольную классику 2013 года, а также матч по американскому футболу Майами-Бич Боул.
Стадион построен в стиле неомодерна бейсбольной архитектуры. И, согласно Руководству по энергоэффективному и экологическому проектированию, в 2012 году являлся самым «зелёным» стадионом МЛБ. Стадион был построен с раздвижной крышей, чтобы болельщикам было удобно смотреть игры как в летнюю жару, так и во время проливных дождей.